# Xã Texas, Quận Craighead, Arkansas
Xã Texas (tiếng Anh: Texas Township) là một xã thuộc quận Craighead, tiểu bang Arkansas, Hoa Kỳ. Năm 2010, dân số của xã này là 390 người.